# Stu Mittleman
Stu Mittleman est un athlète américain, né le 12 mai 1951, adepte de la course d'ultrafond, ainsi qu'entraîneur et auteur de fitness et de course à pied.

## Biographie
En 1980-1982, Mittleman établit trois records américains consécutifs de course sur route de 100 miles dans les championnats nationaux des États-Unis. Sa course de 100 miles la plus rapide est de 12 heures 56 min. En 1986, il remporte le championnat du monde des 1 000 miles et accomplit un nouveau record du monde en parcourant la distance (1 609,344 km) en 11 jours 20 heures 36 minutes et 50 secondes,. Mittleman établit trois records américains consécutifs dans les courses de 6 jours, le dernier étant à l'université Field House de Colorado en 1985, et réalise un record avec 577,75 miles (929,8 km).
En décembre 2008, Mittleman devient le sixième Américain – le troisième Américain homme – à être intronisé au Temple de la renommée américaine de l'ultrafond.

## Records personnels
Statistiques de Stu Mittleman d'après la Deutsche Ultramarathon-Vereinigung (DUV) :
- 100 km route : 9 h 42 min 41 s aux 100 km Ultimax de New York en 1993
- 6 heures piste : 59,714 km aux 48 heures pédestres de Surgères en 1996 (6 h split)
- 12 heures piste : 104,350 km aux 48 heures pédestres de Surgères en 1996 (12 h split)
- 24 heures route : 209,148 km aux 24 h Ted Corbitt (États-Unis) en 1993
- 48 heures en salle : 317,400 km aux 6 jours de La Rochelle en 1994 (48 h split)
- 6 jours en salle : 929,798 km aux 6 jours de Boulder en 1985
- 1 000 miles route : 11 j 20 h 36 min 50 s aux 1000 Mile Race de New York en 1986[1],[2]